# Bombycidendron vidalianum
Bombycidendron vidalianum là một loài thực vật có hoa trong họ Cẩm quỳ. Loài này được (Náves) Merr. & Rolfe mô tả khoa học đầu tiên năm 1908.